# Něja (přítok Unži)
Něja (rusky Нея) je řeka v Kostromské oblasti v Rusku. Je dlouhá 253 km. Povodí řeky má rozlohu 6 060 km².

## Průběh toku
Pramení na Galičské vysočině. Ústí do zprava do Unži (povodí Volhy) na 33 říčním kilometru.

## Vodní režim
Zdrojem vody jsou převážně sněhové srážky. Průměrný roční průtok vody ve vzdálenosti 38 km od ústí činí 45,5 m³/s. Zamrzá v listopadu a rozmrzá v dubnu.

## Využití
Řeka je splavná. Leží na ní město Něja.